# Lipoom

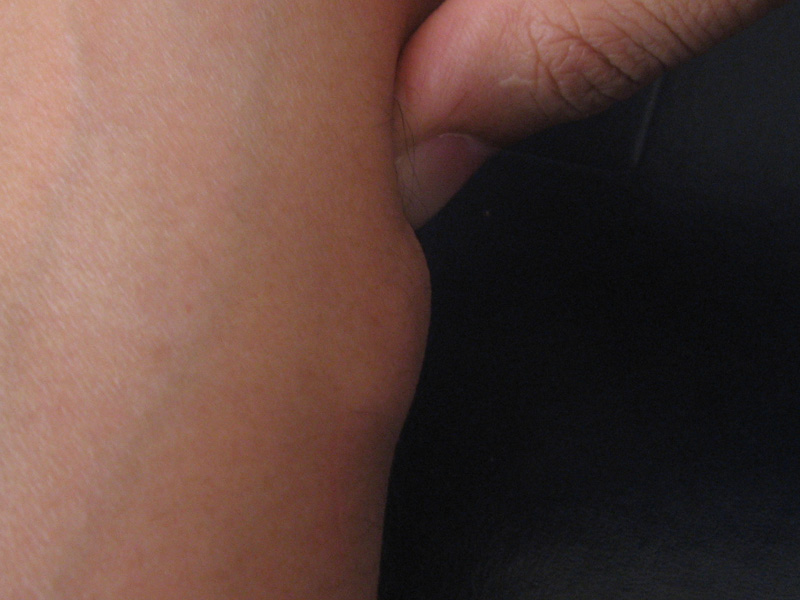
Lipoom op de onderarm

Een lipoom (Latijn: lipoma), in de volksmond ook wel een "vetbolletje" genoemd, is een goedaardig gezwel van vetweefselcellen. Deze gezwellen hebben de vorm van ronde, soms pijnlijke, ovale bultjes onder de huid, in grootte variërend van enkele millimeters tot soms grote kwabben. De gezwellen zijn herkenbaar aan een zeer weke consistentie; ze kunnen zelfs fluctueren. Er bestaan ook wel gesteelde lipomen.
Lipomen kunnen overal op of in het lichaam voorkomen waar vetcellen zitten. Er lijkt een zekere voorkeur te bestaan voor de onderarmen, bovenbenen, hals en romp. Bij vrijwel iedereen bij wie men goed genoeg zoekt zal men wel een of meer lipomen kunnen vinden. Bestaan er veel lipomen (lipomatose) en zijn die bovendien nog pijnlijk, dan spreekt men wel van de ziekte van Dercum.

## Behandeling
Meestal is geen behandeling nodig voor een lipoom. Het lipoom wordt pas chirurgisch verwijderd wanneer het hinderlijk en/of lelijk is of ervan wordt verdacht kwaadaardig te zijn. Dit laatste komt eigenlijk niet voor, hoewel zeer veel mensen zich zorgen maken bij het ontdekken van een lipoom. Men spreekt bij kwaadaardigheid van een liposarcoom. Behalve wanneer het lipoom groot is of op een technisch lastige plaats zit kan de verwijdering door de huisarts worden gedaan. Als het niet gelukt is om het lipoom helemaal te verwijderen, wat niet altijd zo eenvoudig is omdat het weefsel zich soms niet sterk onderscheidt van het normale vetweefsel, zal er vrij vaak een plaatselijk recidief optreden.